# Abbaye Sainte-Sophie de Bénévent
Ne doit pas être confondu avec Bénévent-l'Abbaye, commune française
L'abbaye Sainte-Sophie de Bénévent est un monastère, qui de 760 dans un premier temps comprend des moniales, jusqu'au début du Xe siècle, puis des moines bénédictins, avant de devenir en 1455 un couvent de chanoines réguliers.
Au XXIe siècle et depuis 1929, cet édifice héberge le Musée du Samnium, avec la forteresse des recteurs qui comporte des pièces archéologiques dont certaines du Temple d'Isis dont un des deux obélisques, ainsi que des armes et collections de tableaux anciens et modernes.

## Histoire

### VIIIesiècleauXesiècle
C'est Arigis II de Bénévent (v.736-787) et son épouse Adalberge de Lombardie (740-788) qui firent construire ce couvent dont une de leurs deux filles fut la première abbesse en 760, année où furent apportées les reliques des "Douze frères", martyrisés à une date inconnue. En 784 il érige le duché en principauté et il devient le vassal de Charlemagne en 787, et l'année suivante la principauté est envahie par les Byzantins.
C'est aux environs du VIIIe siècle que le chant bénéventain se développa associé au chant ambrosien différent du chant grégorien
L'impératrice Irène envoie en 798 Dorotheos, l'higoumène d'un monastère de Chrysopolis auprès d'Abd al Malik ibn Salih gouverneur de Syrie. Il était accompagné de Constantin, chartophylax de l'abbaye de Sainte-Sophie pour essayer de faire cesser les raids que celui-ci menait à travers la Cappadoce et la Galatie depuis 790
En 840 Sicard est assassiné et le domaine est divisé en deux principautés avec Radalgis à la tête de Bénévent et Sianulf à Salerne.
Sainte-Sophie le libère de la tutelle de l'abbaye du Mont-Cassin entre 883 et 943 en même temps qu'elle étend ses possessions dans le Samnium, la Capitanata et la Lucanie
Bénévent est uni au comté de Capoue par Aténolf Ier père de Landolf Ier de Bénévent dont la mort est relatée en 943 dans le Chronicon Benevantanum , ainsi que celle de son frère en 941.
Prince de Bénévent en 910 il participe sous les ordres du pape Jean X en 915 à la bataille du Garigliano
chassant les Sarrasins du Sud du Latium.
L'église primitive est détruite par un séisme en 986.

### XIesiècleauXIVesiècle
C'est en 1051 que Bénévent passe sous l'autorité papale (Léon IX) et le restera jusqu'à l'unification de l'Italie en 1861.
Le pape Léon IX menacé par les pillards normands entre en guerre et il perd la bataille de Civitate où il est fait prisonnier, libéré, il meurt l'année suivante.
Les bâtiments conventuels sont reconstruits par Giovanni IV, de 1142 à 1176 avec des fragments des anciens édifices détruits par le séisme de 986.
Les habitants de Bénévent soutenus par leur évêque revendiquent en 1290 pour avoir une juridiction autonome et se soulèvent en 1318 à l'appel de quelques nobles et d'un chanoine du chapitre de l'église cathédrale manquant de tuer le recteur qui se réfugie à Sainte-Sophie. Les moines de l'abbaye ne prirent pas part à cette querelle mais ne restèrent pas insensibles à la reprise des affaires par les agents pontificaux.

### XVesiècleauXVIIesiècle
Guillaume de Baleato avait choisi comme vice-recteur de Bénévent le moine cistercien Arnaud de Brussac venant de l'abbaye Notre-Dame de Gondon au diocèse d'Agen, religieux qui obtient l'abbatiat de l'abbaye Sainte-Sophie en 1323 tout en continuant d'assurer le vice-rectorat de la cité. Le 10 janvier 1332 le pape Jean XII le nomme évêque de Bénévent.
L'abbé en 1338 est en procès contre ses moines.
Un tremblement de terre à lieu en 1349.
En 1595 les moines quittent le monastère.
Le 5 juin 1688 un tremblement de terre ravagea toute la région.

### XVIIIesiècleauXXIesiècle
En 1702 des tremblements de terre font subir à L'abbaye de graves dommages avec l'effondrement des bâtiments médiévaux et le dôme primitif de l'abbaye.
En 1705, l'ingénieur et architecte Carlo Buratti est chargé de la restauration des bâtiments et ajoute les deux chapelles latérales à l'église.

## Architecture

### Église abbatiale
L'abbaye n'ayant pas de cimetière, les corps étaient ensevelis dans l'abbatiale. Elle servit de nécropole à la famille des Landulfides princes de Bénévent.

#### Clocher
C'est sous l'abbatiat de l'abbé  Gregoire que fut édifié le premier clocher entre 1038 et 1056, sous le principat du Lombard Pandulf III. Cet édifice s'écroula en 1688. Un nouveau clocher fut construit en 1703 dans un endroit différent.

### Bâtiments conventuels

#### Cloître
De plan rectangulaire le cloître est remarquable avec ses 15 quadrifores et trifora avec en son centre un jardin.
Les fenêtres comportent 47 colonnes de granit, de calcaire et d'albatre formant des ouvertures toutes différentes avec des représentations de feuillages d'acanthe , allégories, personnages de profil, et animaux finement sculptés sur les chapiteaux disparates ayant fait l'objet d'un remontage à une date indéterminée.
Au-dessus des arcs des ouvertures réalisés dans un style mauresque, se trouve une galerie avec le dortoir des moines.

#### Scriptorium
Le scriptorium à développé l'écriture bénéventaine avec des caractères lombards utilisés jusqu'au XIIIe siècle dans tout le sud de l'Italie à l'exemple de Léon d'Ostie (1046-1116) et Pierre le Diacre (1107-1159), tous deux moines de L'abbaye du Mont-Cassin dont dépendait Sainte-Sophie de Bénévent.
Un bréviaire partiel provenant de l'abbaye, et destiné aux religieuses de Saint-Pierre hors les murs est conservé à la Bibliothèque capitulaire de Bénévent sous la côte F°78 V, et décrit par Jean Mallet et André Thibaut.

## Dirigeants

### Abbesses
- 760- ? : Theoderada de Bénévent ou sa sœur Adelchise de Bénévent.

### Abbés bénédictins
- Grégoire, il fit réalisé le premier clocher de 1038 à 1056, sous le principal du Lombard Pandulf III[6]
- Bernard (10..-1120)
- Jean IV dit le Grammairien (10..-1128), élu en 1120. C'est lui qui a fait ajouter le beffroi, et le prothyrum à l'avant de l'entrée de l'abbaye avec le bas-relief dans la lunette au dessus de l'entrée et fait réaliser les fresques. Consacré par le pape Calixte II
- Francon, élu en 1128, consacré par Honorius II
- Bartolemeo (12..-1323)
- Arnaud de Brussac (12..-1333),

Nommés par le pape
- Guillaume de Miers.
- Guillaume des Plas (12..-1339, moine de l'église de Tulle, pourvu le 22 janvier 1333.
- Giovanni de Pandulfo (12..-1340), pourvu en 1339.

## Personnalités célèbres à l'abbaye
- Paul Diacre (v.720-v.799), moine, précepteur d' Adalberge, qu'il accompagne lors de son mariage avec Arigis II en 762.
- Falcon de Bénévent (v.1070 - v.1144), scribe, nommé en 1133 juge de la ville par l'évêque Gérard et confirmé par Innocent II. Il est l'auteur de Chronicon Benevantanum, rédigé de 1100 à 1140.

## Propriétés, revenus
Le manuscrit Ms 58 comporte les possessions de l'abbaye jusqu'à la date de 1382. Dont on compte 69 donations de terres, églises, maisons en ville et autres biens divers.
Ce n'est que sous le règne (951-973) de l'empereur Otton Ier (912-973), que Sainte-sophie recevra l'immunité pour ses possessions extraterritorialisées.
Le monastère reçoit des terres exfondées et des exemptions fiscales.

### Fiefs, terres
- 1137 : un fils de feu juge Falcon donne à l'abbaye une terre pour les malades dont elle à la charge[7]
- Fragneto l'Abate,déjà possédée en 1310[8]. Également en 1713
- San Giovanni in Galdo, 1713[9]

### Églises, prieurés
- Église San Maria dans le gaio de Matera in Affle possédée sans titre par un prêtre et donnée à Sainte-Sophie augmentée du droit de pâturage sur le gaio[10].
- Église San Mercurio dans le gaio Fedine, détenu sans titre du Palais par le desservant donnée à Sainte-Sophie[10]

### Exonérations
- Exonération du portaticum sur le bois à l'entrée de Bénévent
- Exonération du reliquaticum sur le marché de San Valentino[11]

### Biens divers
- Les biens de Gayderissus fils de Jean confisqués pour avoir comploté et avoir volé dix mille sous, plus les biens de son frère Ours, mort sans héritier et condamné à une composition de deux mille cent sous pour l'assassinat de son épouse[12]
- Biens de trois hommes confisqués pour vol de six mille sous dont quatre mille seulement furent retrouvés[13]
- Confiscation et transfert des biens de Vertari fils d'Auremoni pour avoir commis neuf homicides et avoir tenté de fuir à Naples, l'autre partie ayant servi à payer la composition[14]